# Aphrophora tomom
Aphrophora tomom är en insektsart som beskrevs av Matsumura 1940. Aphrophora tomom ingår i släktet Aphrophora och familjen spottstritar. Inga underarter finns listade i Catalogue of Life.